# Pidżamówka 35
Pidżamówka 35 - album kompilacyjny zespołu Pidżama Porno wydany w 2022 przez S.P. Records z okazji 35-lecia działalności. Utwory na składance zostały wybrane przez fanów w głosowaniu internetowym.

## Lista utworów
1. Bal u Senatora '85 [1989]
2. Kocięta i szczenięta [1990]
3. Ulice jak stygmaty [1990]
4. Ezoteryczny Poznań [1997]
5. Bal u Senatora '93 [1997]
6. Stąpając po niepewnym gruncie [1997]
7. Doniebawzięci [1998]
8. Gdy zostajesz u mnie na noc [1998]
9. Outsider [1999]
10. Katarzyna ma katar [1999]
11. Twoja generacja [2001]
12. Chłopcy idą na wojnę [2001]
13. Taksówki w poprzek czasu [2001]
14. Nikt tak pięknie nie mówił, że się boi miłości [2004]
15. Bułgarskie Centrum [2004]
16. Hokejowy zamek [2019]
17. Tu trzeba krzyczeć [2019]
18. Buczy [2022]